# Kokusai Ki-105
Kokusai Ki-105 («Охторі» — «Фенікс») — проєкт військово-транспортного літака Імперської армії Японії періоду Другої світової війни.

## Історія створення
У 1942 році фірма Kokusai отримала замовлення на виготовлення важкого транспортного планера, який отримав назву Ku-7. Оскільки проєкт не мав високого пріоритету, то роботи йшли повільно. Перший політ відбувся у серпні 1944 року.
Але на момент випробувань Ku-7 змінилась ситуація на фронтах. Бойові дії перемістились впритул до Японії. В цій ситуації армія потребувала винищувачів. Тому Ku-7, який успішно пройшов випробування, у серію не пішов.
Не бажаючи втрачати напрацювання, фірма Kokusai розробила на базі Ku-7 варіант важкого транспортного літака, якому присвоїли індекс Ki-105. Літак був оснащений двома двигунами повітряного охолодження Mitsubishi Ha-26-II потужністю 960 к.с. кожен та необхідним авіаційним обладнанням.
До літа 1945 року були збудовані 9 прототипів, які успішно пройшли випробування. Армія планувала замовити 300 літаків цього типу. Їх планувалось використовувати як танкери для доставки палива з місць видобутку нафти на Суматрі. І хоча більша частина палива (~80 %) витрачалась на сам переліт, таке рішення вважалось доцільним, оскільки ситуація з паливом в Японії наприкінці війни була катастрофічна.
Але реалізувати ці наміри до кінця війни не вдалось.

## Тактико-технічні характеристики

### Технічні характеристики
- Екіпаж: 2 чоловік
- Довжина: 19,92 м
- Розмах крила: 35,00 м
- Маса спорядженого: 12 500 кг
- Двигун: 2 х Mitsubishi Ha-26-II
- Потужність: 960 к. с. кожен

### Льотні характеристики
- Крейсерська швидкість: 176 км/г
- Максимальна швидкість: 220 км/г
- Практична дальність: 2 500 км